# Torpedo Squadron Eight
Torpedo Squadron Eight (VT-8) – 8. Eskadra Torpedowa United States Navy w składzie grupy lotniczej lotniskowca USS „Hornet” (CV-8). Dywizjon został przydzielony na okręt krótko po przyjęciu lotniskowca do służby w październiku 1941 i pozostał na Pacyfiku po zatopieniu okrętu w bitwie koło wysp Santa Cruz w październiku 1942.
Pierwszą walkę VT-8 stoczył podczas bitwy pod Midway (4 czerwca 1942). Eskadra wyposażona była wówczas w samoloty Douglas TBD Devastator. Wszystkie 15 maszyn eskadry zostało zestrzelonych w czasie nieeskortowanego przez myśliwce ataku torpedowego na 4 japońskie lotniskowce.  Nie zniszczono podczas tego ataku żadnego samolotu wroga, ani żaden lotniskowiec nie został trafiony podczas tego ataku torpedą.
Wszyscy członkowie załóg VT-8, którzy tego dnia wystartowali z lotniskowca, polegli, z wyjątkiem chor. George'a Gaya. Dodatkowo sześć nowych i nowocześniejszych samolotów bombowo-torpedowych Grumman TBF Avenger startowało z Wyspy Midway. Z ich załóg przeżyły 2 osoby: chor. Albert K. Earnest i radioop. Harry Ferrier. 
Eskadra została odznaczona Presidential Unit Citation.

## Lista poległych
- kmdr. por. John Waldron
- por. Raymond A. Moore
- por. James C. Owens, Jr.
- ppor. George M. Campbell
- ppor. John P. Gray
- ppor. Jeff D. Woodson
- chor. William W. Abercrombie
- chor. William W. Creamer
- chor. Harold J. Ellison
- chor. William R. Evans
- chor. Henry R. Kenyon
- chor. Ulvert M. Moore
- chor. Grant W. Teats
- Robert B. Miles, (pilot, ang. Aviation Pilot[2])
- Horace F. Dobbs, st.radioop.
- Amelio Maffei, radioop.
- Tom H. Pettry, radioop.
- Otway D. Creasy, mł.radioop.
- Ross H. Bibb, mł.radioop.
- Darwin L. Clark, radioop.
- Ronald J. Fisher, radioop.
- Hollis Martin, radioop.
- Bernerd P. Phelps, radioop.
- Aswell L. Picou, mar.
- Francis S. Polston, mar.
- Max A. Calkins, radioop.
- George A. Field, radioop.
- Robert Kingsbury Huntington, radioop.
- William F. Sawhill, radioop.

## Przyczyny klęski
Zawiedli dowódca "Horneta" (kontradm. Marc A. Mitscher) i dowódca grupy lotniczej, którzy źle przygotowali plan ataku, dopuszczając do braku osłony myśliwskiej podczas ataku. Przy tym należy stwierdzić, że eskadry torpedowe VT-3 i VT-6 lotniskowców USS „Yorktown” (CV-5) i „Enterprise” (CV-6) wyszły z bitwy w niewiele lepszym stanie. Jednym z istotnych powodów były niskie osiągi i słabe uzbrojenie obronne przestarzałych samolotów torpedowych Douglas TBD Devastator, a rezultaty bitwy pokazały skuteczność bombowców nurkujących Douglas SBD Dauntless. Z łącznej sumy 41 samolotów torpedowych, które zostały użyte tego dnia, jedynie 5 ocalało. Tragiczny los tych samolotów w ataku na niskim pułapie spowodował, że atakujące eskadry torpedowe myśliwce Zero zostały związane walką na niskim pułapie i nie były w stanie wznieść się dość szybko na odpowiedni pułap, z którego mogłyby skutecznie zaatakować amerykańskie bombowce nurkujące. A te w tej bitwie zatopiły 3 lotniskowce japońskie. Powolne i słabo uzbrojone samoloty torpedowe bez osłony myśliwskiej musiały ulec zwrotnym i szybkim samolotom japońskim.
VT-8 była pierwszym eskadrą wyposażonym w nowy typ samolotów Grumman TBF Avenger, które miały większy udźwig, silniejsze uzbrojenie obronne, były szybsze i miały dłuższy zasięg niż TBD. Avengery zostały już użyte w bitwie o Midway, ale brak doświadczenia załóg sprawił, że ich misja zakończyła się z niemal równie tragicznym wynikiem (z sześciu samolotów wrócił na Midway tylko jeden).
Odtworzona później eskadra VT-8 została wyekwipowany w samoloty Avenger i służyła jako część tzw. "Cactus Air Force" podczas walk o Guadalcanal. Uczestniczyła także w kilku bitwach o Wyspy Salomona, zanim została rozwiązana.